# Линделль-Викарбю, Джессика
Джессика Линделль-Викарбю (швед. Jessica Lindell-Vikarby; род. 7 февраля 1984, Худдинге) — шведская горнолыжница, бронзовый призёр чемпионата мира 2015 года в гигантском слаломе, победительница двух этапов Кубка мира. Наиболее успешно выступала в супергиганте и гигантском слаломе.
В Кубке мира Линделль-Викарбю дебютировала в 2002 году, в январе 2009 года первый раз одержала победу на этапе Кубка мира, в супергиганте. 1 декабря 2013 года, спустя почти пять лет, выиграла свой второй этап Кубка мира, победив в гигантском слаломе в Бивер-Крике. Лучшим достижением Линделль-Викарбю в общем зачёте Кубка мира является 11-е место в сезоне 2013/14, в том же сезоне она заняла второе место
На Олимпиаде-2006 в Турине показала следующие результаты: скоростной спуск — 18-е место, комбинация — 8-е место, супергигант — 24-е место, гигантский слалом — 18-е место.
На Олимпиаде-2010 в Ванкувере стала 30-й в скоростном спуске, 22-й в комбинации, 26-й в супергиганте и 31-й в гигантском слаломе.
На Олимпийских играх 2014 года в Сочи заняла седьмое место в гигантском слаломе.
За свою карьеру участвовала в семи подряд чемпионатах мира (2003, 2005, 2007, 2009, 2011, 2013, 2015), лучший результат — третье место в гигантском слаломе на чемпионате мира 2015 года в американском Бивер-Крике.
Использовала лыжи и ботинки производства фирмы «Rossignol».
В июле 2015 года объявила о завершении карьеры.

## Победы на этапах Кубка мира (2)
| № | Сезон   | Дата        | Место             | Дисциплина        |
| - | ------- | ----------- | ----------------- | ----------------- |
| 1 | 2008/09 | 26 янв 2009 | Кортина-д’Ампеццо | Супергигант       |
| 2 | 2013/14 | 1 дек 2013  | Бивер-Крик        | Гигантский слалом |